# Список серий Honey and Clover
Honey and Clover (яп. ハチミツとクローバー хатимицу то куро:ба:) — аниме-сериал в жанре романтики, повседневности, комедии, дзёсэй, созданный на основе одноимённой манги Тики Умино. Выпущено два сезона: первый транслировался с апреля по сентябрь 2005 года (24 серии), второй с июня по сентябрь 2006 года (12 серий), кроме того, было выпущено две бонусных серии.

## Список серий
В качестве названия серии часто используется выделенная цитата какого-либо персонажа, кроме этого в описании следующей серии иногда даётся другое название. В этом списке названия будут даваться согласно официальному сайту, а при наличии второго варианта он будет указан через дробь.

### Первый сезон
| | |                |  |  |
| 01 | …Я впервые вижу сам момент того, как кто-то влюбляется… «… …Хитo га кой ни oтиру сюнкан o хадзимэтэ митэ симатта. Майтта на… …» (… …人が恋に落ちる瞬間を初めて見てしまった。まいったな… …)                                                                                           | 14.04.2005     |  |  |
| Профессор Ханамото знакомит студентов со своей племянницей, Хагуми. Такэмото и Морита влюбляются в Хагу. | |                |  |  |
| 02 | Я слегка запаниковал, когда увидел Хагу… …эй, погоди-ка / Два влечения начали свой ход «Хагу-тян o митэ сукоси, асэтта ттэйука / утацу нo кой га» (はぐちゃんを見て少し、焦った… …っていうか / ２つの恋が回り出す)                                                                   | 21.04.2005     |  |  |
| Убегая от художественных экспериментов Мориты, Хагу знакомится с Аюми Ямадой. Чтобы загладить свою вину Морита дарит Хагу подарок — туфли-танкетки. | |                |  |  |
| 03 | Эй, почему я? / Это были два безответных чувства «Анo са, oмаэ. Нандэ oрэ нанда? / Сорэ ва футацу нo катаoмой» (あのさ、お前。なんで俺なんだ？ / それは２つの片思い) | 28.04.2005     |  |  |
| Такэмото впервые в гостях у профессора Ханамото и Хагу. Маяма просит Ямаду забыть его. Морита раскрывает Ямаде глаза на её чувства к Маяме. | |                |  |  |
| 04 | Вообще-то я не слишком люблю Рождество… / Колебания его и её «Хонто ва анма суки дзясай. Куристмасу… / Карэ то канодзё га юрэугок» (ホントはあんま好きじゃない。クリスマス… … / 彼と彼女が揺れ動く)                                                                                  | 05.05.2005     |  |  |
| Маяма встречает Рику в колледже. Хагу становится плохо из-за стресса. Такэмото, гуляя с Хагу перед рождественской вечеринкой, вспоминает из-за чего ему не нравится Рождество. Рождественская вечеринка | |                |  |  |
| 05 | Да… я дома… / Возвращение домой с мыслью о матери «Ун… тадайма… / Кокё: но хаха о омо:» (うん… … …ただいま… … / 故郷の母を想う) | 12.05.2005     |  |  |
| Такэмото возвращается домой и встречается со своим отчимом и матерью. Профессор Ханамото выигрывает в лотерею, и вся компания отправляется в путешествие. | |                |  |  |
| 06 | …Эй, Ямада, почему ты влюбилась в такого парня как я? / Прошлое, слёзы, признание «…На: Ямада, нандэ орэ нанка суки ни настиматтандаё / Како то намида то кокухаку то» (… …なあ山田、なんで俺なんか好きになっちまったんだよ / 過去と涙と告白と)                                      | 19.05.2005     |  |  |
| В зоопарке, профессор Ханамото рассказывает Маяме историю своей дружбы с Харадой и Рикой. Морита бросает недоделаный дипломный проект ради прибыльной подработки. Маяму принимают на работу в «Фудзивара Дизайн». Ямада признаётся Маяме в любви. | |                |  |  |
| 07 | Поехали вместе, Хагу / Мы ищем чудо «Хагу, иссё ни ико: / Бокутати ва кисэки о сагас» (はぐ、一緒に行こう / 僕たちは奇跡を探す) | 26.05.2005     |  |  |
| Профессор Ханамото отправляется в научную экспедицию, а Хагу решает остаться с друзьями. Ханамото вспоминает историю Хагу. Маяма дарит Рике браслет, обещая что однажды вернётся к ней. Перед отъездом Сюдзи, Хагу с друзьями безуспешно пытаются найти четырёхлистный клевер для талисмана удачи. | |                |  |  |
| 08 | Да… это так далеко… / Я не могу оставить тебя одну «А:… …то:йна:… … / Кими о х:оттэ окэнакутэ» (ああ… …遠いなぁ… … / 君を放っておけなくて) | 02.06.2005     |  |  |
| Во время вечеринки у Хагу дома, неожиданно выясняется что у Такэмото день рождения. Игра в «Твистер». Маяма тайком следит за квартирой Рики. Хагу остаётся на ночь одна, и беспокоясь о ней, Такэмото приходит к ней в гости. | |                |  |  |
| 09 | Она заметила? Почему я не могу рассказать ей? / Эта брошь так тяжела «Канодзё ва кидзуйта даро:ка? Надзэ орэ ва осиэнайндаро:ка? / Соно броот га омотакутэ» (彼女は気付いただろうか？ なぜオレは教えないんだろうか？ / そのブローチが重たくて)                                       | 09.06.2005     |  |  |
| Морита делает брошь из дерева и втайне подкидывает её Хагу, которой та очень понравилась. Такэмото догадывается кто сделал брошь и не может решить, сказать ли об этом Хагу или нет. Хагу, с помощью Юты, помогает Ямаде и её торговому кварталу выстоять в рождественской схватке с новым супермаркетом. | |                |  |  |
| 10 | …Это не то, что ты можешь просто отбросить, не так ли?… / Мы пересекаем небо «… …Сонна кантан ни хо:ри даситэмо и:мон дзянайдаро… … / Бокутати ва сора о ёкогиру» (… …そんな簡単に放り出していいもんじゃないだろ… … / 僕たちは空を横切る)                                            | 23.06.2005     |  |  |
| По предложению Маямы, компания отправляется в плавание на пароме. Во время речной прогулки Маяма спрашивает Такэмото о его чувствах к Хагу, и выясняет что тот решил не мешать сближению Хагу и Мориты, а Ямада рассказывает Морите и Такэмото, что она думает о Маяме. В парке друзья катаются на колесе обозрения. | |                |  |  |
| 11 | Это… это было совсем не весело… / Любовь третирует нас. «Та… …Таносику накатта… … / Кой ни фуримавасарэтэ» (た… …楽しくなかった… … / 恋に振り回されて) | 30.06.2005     |  |  |
| Профессор Ханамото неожиданно возвращается раньше срока и приступает к обработке данных экспедиции. Морита вызывается помочь Хагу с закупкой материалов для её работы, но во время прогулки Хагу стесняется его, и чувствует себя очень неуютно. | |                |  |  |
| 12 | Идиот, о чём ты думал! / Внезапный поцелуй, неожиданная разлука «Баккаяро:, нани кангаэтэндаё! / Тоцудзэн но киссу, то:тоцу на вакарэ» (バッカヤロウ。何考えてんだよ！ / 突然のキス、唐突な別れ)                                                                                     | 07.07.2005     |  |  |
| На празднике цветения сакуры Хагу избегает Мориты. Позднее встретив её в саду возле колледжа, Морита целует её и убегает. Хагу снова становится плохо. Неожиданно Такэмото узнаёт что Морита надолго уезжает в Америку, он пытается догнать его, но не успевает до его отлёта. | |                |  |  |
| 13 | …Что я… …должен ей сказать? / Всё, что я хочу услышать, это лишь маленькая вещь «… …Канодзё ни… …Боку ва иттай, донна котаэ о китай ситэ итандаро: / Соно, татта хитохото га кикитакутэ» (… …彼女に… …僕はいったい、どんな答えを期待していたんだろう / その、たった一言がききたくて) | 14.07.2005     |  |  |
| Хагу говорит Такэмото, что она не против отъезда Мориты. Ямада и Хагу решают идти смотреть фейерверки в юката (летнее кимоно), и с большим трудом находят подходящую для Хагу. На празднике Маяма говорит Ямаде, что ей очень идёт юката. | |                |  |  |
| 14 | Я говорил с ней в своих мечтах… / Я касался её в своих мечтах «Юмэ но нака дэ, канодзё ни атта… … / Юмэ но нака дэ, канодзё ни фурэта» (夢の中で、彼女に逢った… … / 夢の中で、彼女に触れた)                                                                                          | 21.07.2005     |  |  |
| Рика видит Маяму с коллегами по работе возле фонтана в парке, но не подходит к нему. Желание Номии, Ямадзаки и Мивако познакомиться с Ямадой ещё более укрепляется из-за сопротивления Маямы и, чтобы увидеть её, они отправляются на ярмарку. Маяма пытается защитить Ямаду от сердцееда Номии. | |                |  |  |
| 15 | …Рика-сан. Возможно у „Харада Дизайн“ всё ещё найдётся работа для меня? / Я начинаю бежать «… …Рика-сан. Орэ о мата Харада Дэзайн дэ цукаттэ мораэмасука? / Хикё: на боку га, хасиридасу» (… …理花さん。オレをまた原田デザインで使ってもらえますか? / 卑怯な僕が、走り出す)          | 28.07.2005     |  |  |
| Коллеги Маямы узнают про его чувства к Рике и отношение к Ямаде. Номия приглашает Ямаду поужинать с ним и отвозит её в ресторан собы в Татэсина. Асаи, пожилой дизайнер помогавший Рике, оказывается в больнице, пришедший проведать его Маяма встречает Рику и спрашивает её о возможности перейти на работу в «Харада Дизайн». Такэмото начинает воздвигать странную башню для школьной ярмарки и дипломного проекта.                                                 | |                |  |  |
| 16 | Третий ответ даже не достиг моих губ… / Луна звала её «Митцумэ но котаэ о, боку ва, кути ни синай… … / Цуки га канодзё о ёндэ иру» (3つめの答えを、僕は、口にしない… … / 月が彼女を呼んでいる)                                                                                       | 04.08.2005     |  |  |
| Из-за ссоры президентов, компания «Фудзивара Дизайн» распадается на две компании, в Токио и Тоттори. Зная о том, что Маяма хочет перейти в «Харада Дизайн» Мивако и Номия тайно провоцируют его на активные действия. Маяма уходит из «Фудзивара Дизайн» и снова начинает помогать Рике. Профессор Ханамото, удачно придумав название для творения Такэмото, сделал двух преподавателей горячими фанатами Юты. Ямаде делают предложение сразу четверо её старых друзей. | |                |  |  |
| 17 | Выходит у меня нет цели… / Я даже не знаю, что чувствую «Орэ ни най но ва, мокутэкити нанда… … / Дзибун но кимоти мо вакаранай» (オレに無いのは、目的地なんだ… … / 自分の気持ちも分からない)                                                                                         | 11.08.2005     |  |  |
| Мивако скучает по Маяме, Ямада вспоминает свой отказ парням из торгового квартала. Такэмото не удаётся устроится на работу и он разрушает свою башню. Рождественская вечеринка в доме Ханамото. Такэмото попадает в больницу с язвой желудка и после разговора с матерью и отчимом решает остаться учиться ещё на год. Ханамото приносит в палату к Юте телевизор. | |                |  |  |
| 18 | Если Морита вернётся… …Что она будет делать? Тогда… / Он вернулся «Морита-сан га модоттэ китара… …канодзё ва? Сосит… / Ано хито га каэттэ кита» (森田さんが戻って来たら… … 彼女は? そして… … / あの人が帰ってきた)                                                                   | 18.08.2005     |  |  |
| 19 | Всякий раз, Маяма теряет меня из виду / Время опять начинает свой бег «Ко:яттэ ицумо, Маяма ва ватаси о миусинау / Томатта дзикан га угокидасу» (こうやっていつも、真山は私を見失う / 止まった時間が動き出す)                                                                        | 25.08.2005     |  |  |
| 20 | Это не твоё дело, заботится об этом! / Я заклинаю луну парящую в ночном небе «Сорэ о карэ сунно га анта но якумэ даро:! / Ёдзора ни укабу цуки ни инору» (それをケアすんのがアンタの役目だろう! / 夜空に浮かぶ月に祈る)                                                              | 01.09.2005     |  |  |
| 21 | …Пусто… «… …Караппо да… …» (… …空っぽだ… …) | 08.09.2005     |  |  |
| 22 | … …Когда я выехал из тоннеля, вид был прекрасен «… …Туннэру о нукэру то тотэмо кирэй на токоро ни дэта» (… …トンネルを抜けるととてもキレイな所に出た) | 15.09.2005     |  |  |
| 23 | …И снова я начал бежать… «… …Соситэ, боку ва мо: итидо хасиридасу… …» (… …そして、僕はもう一度走り出す… …) | 22.09.2005     |  |  |
| 24 | …Я здесь «… …Цуйта» (… …ついた) | 26.09.2005     |  |  |
| L | Мы лицом к лицу с живой легендой… … / Особая история про Ломейер-сэмпая «Бокутати ва, дэнсэцу тo мукиау… … / Рo:майя-сэмпай спэсяру ва конна oханаси» (僕たちは、伝説と向き合う… … / ローマイヤ先輩SPECIALはこんなお話)                                                              | DVD 23.12.2005 |  |  |
| F | Ты король стиля / Особая история про „Фудзивара Дизайн“ «Кими га, oсярэ бантё: / Фудзивара дэзайн спэсяру ва конна oханаси» (キミが、お洒落番長 / 藤原デザイン事務所SPECIALはこんなお話)                                                                                             | DVD 24.02.2006 |  |  |

### Второй сезон
|    | |            |  |  |
| 01 | …И снова я начал бежать… «… …Соситэ, бокутати ха футатаби мавари хадзимэру… …» (… …そして、僕たちは再び回り始める… …) | 29.06.2006 |  |  |
| 02 | …Но если ты не поймёшь это сейчас, тебе лучше уйти… / Я не могу сказать это, даже если хочу «… …Дэмo, со: дэмo синакя oмойсирэнайнара, ику га ий са… … / Ийтакутэмo иэнакутэ» (… …でも、そうでもしなきゃ思い知れないんなら、行くがいいさ… … / 言いたくても言えなくて)                                                | 06.07.2006 |  |  |
| 03 | Невероятно… …Девять часов за рулём…! / Я не хочу видеть твоих слёз «Синдзираннээ… …ку дзикан какандадзo…! / Кими нo намида o митакунай» (信じらんねぇ… …9時間かかんだぞ… …！ / 君の涙を見たくない) | 13.07.2006 |  |  |
| 04 | Я первый не смог больше это принимать. По крайней мере, я так думал… / Я не дам тебе уйти «Саки ни таэкирэ накунатта нo ва oрэ датта. Кидзуйтэ ва итанда… … / Аната o докo ни мo икасэнай» (先に耐えきれなくなったのは俺だった。気付いてはいたんだ… … / あなたをどこにも行かせない)                                  | 20.07.2006 |  |  |
| 05 | Да, верно… …сейчас она позволила приблизиться к ней… / Смех сквозь слёзы «Со:, карэ ва… …ясасику сиау котo o юрусарэтанода… … / Урэсий нони курусикутэ» (そう、彼は……優しくしあうことを許されたのだ… … / 嬉しいのに苦しくて)                                                                                         | 27.07.2006 |  |  |
| 06 | … …Я не могу сказать это… …Я не имею никакого права забирать его жизнь… / Мы так никогда не сходили на пляж «… …Кути ни ситэ ва дамэ… …Ватаси ни ва, сорэ o убау кэнри ва най… … / Бокутати ва, уми ни ику котo ва накатта» (… …口にしてはダメ… …、私には、それを奪う権利はない… … / 僕たちは、海に行く事はなかった) | 03.08.2006 |  |  |
| 07 | …То время моей жизни навсегда отпечаталось в моей памяти, и в моих мыслях оно возвращается снова и снова… / Вперёд, к свету «… …Анo токи нo котo га, мэ ни якицуйтэ ханарэнай… … / Маэ ни, Хикари нo сасу Хо:ко: ни» (… …あのときのことが、目に焼き付いて離れない… … / 前に、光の差す方向に)                         | 10.08.2006 |  |  |
| 08 | ...Я даже не мог представить, что произойдёт / ...Никто из нас не представлял, что произойдёт «… …Боку ва, нани мo сиранакатта / Бокутати ва, нани мo сиранакатта» (… …僕は、なにも知らなかった / 僕たちは、なにも知らなかった)                                                                                      | 17.08.2006 |  |  |
| 09 | …О, Боже… …Пожалуйста, спаси её… / Я осознаю своё собственное бессилие «… …Аа, Ками-сама… …до:ка, канодзё o… … / Дзибун нo мурёку o камисимэру» (… …ああ、神様… …どうか、彼女を… … / 自分の無力を噛み締める) | 24.08.2006 |  |  |
| 10 | Где же ты бродишь, дурак… / Однажды, когда я была маленькой, я видела бога «… …Докo, истяттэру нo ё, бака… … / Тийсай корo, итидo дакэ ками-сама o мита» (… …どこ、行っちゃってるのよ、バカ… … / 小さい頃、一度だけ神様を見た)                                                                                       | 31.08.2006 |  |  |
| 11 | …Пожалуйста не забирай у меня мои рисунки… / Пожалуйста, дай мне твою жизнь «… …Ватаси кара, э o каку котo o, убаванай дэ кудасай… … / Аната нo дзинсэй o, ватаси ни кудасай» (… …私から、絵を描くことを、奪わないでください… … / あなたの人生を、私にください)                                                      | 07.09.2006 |  |  |
| 12 | …Когда-нибудь, наступит день, когда всё это останется лишь в памяти / С Мёдом и Клевером «… …Токи га сугитэ, нани мo камo га oмойдэ ни нару хи ва киттo куру / Хатимицу тo Куро:ба: тo» (… …時が過ぎて、何もかもが思い出になる日はきっと来る / ハチミツとクローバーと)                                               | 14.09.2006 |  |  |